# Марк Стриксон
Марк Стриксон (Стратфорд на Ејвону, 6. април 1959) је британски телевизијски и филмски глумац. Стриксон је најпознатији по улози и Вислора Турла у научно-фантастичној серији Доктор Ху.